# 成渾
成渾（ソン ホン、	성혼、せい こん、1535年6月25日－1598年6月6日）は高麗･李氏朝鮮の文臣、儒者。字は浩原、号は牛溪、默庵、諡号は文簡。 本貫は昌寧。

## 人物
趙光祖の弟子である白仁傑に入門し、同門の李珥と道義の交わりを結び、また李退渓に私淑した。1568年、司憲府持平に進む。1575年以後の士林派の東西分裂では西人派に属した。1583年、兵曹判書の李珥を輔弼すべく、兵曹参知を拝命し、敵対する東人派の許篈（許筠の実兄）らを糾弾した。吏曹参議を経て参判に昇進した。1589年に鄭汝立の反乱（「己丑獄事」）が勃発すると、その師である成渾は、東人派から元凶として追及された。
1592年の文禄・慶長の役において、光海君の召命に応じて挙兵したが、1594年には和議を主張したため、宣祖の逆鱗に触れ、退帰した。著書に「牛溪集」などがある。